# 1087-es busz
Az 1087-es jelzésű autóbuszvonal távolsági autóbuszjárat Budapest és Orosháza között, Kecskemét, Szarvas  érintésével, melyet a Volánbusz Zrt. lát el.

## Közlekedése
Kettő járatpár szállítja az utasokat, amelyekből az egyik munkaszüneti napokon nem közlekedik.

## Megállóhelyei
| 0  | Budapest, Népliget autóbusz-pályaudvar végállomás | 24 | 1, 1A 83 254E 901, 914, 914A, 918, 950, 950A 607, 608, 616, 625, 626, 628, 629, 630, 631, 632, 633, 635, 636, 637, 650, 653, 654, 655, 656, 657, 660, 661, 679, 705 1080, 1085, 1090, 1092, 1094, 1110, 1111, 1113, 1115, 1120, 1121, 1123, 1125, 1130, 1131, 1134, 1136, 1172, 1173, 1174, 1175, 1176, 1177, 1183, 1184, 1185, 1188, 1194, 1204, 1205, 1212, 1215, 1216, 1229, 1251, 1253, 1254, 1257, 1268                                                                                      | Népliget autóbusz-pályaudvar Népliget Planetárium, Groupama Aréna |
| 1  | Kecskemét, Széchenyiváros                         | 23 | 616, 625 1080, 1081, 1085, 1090, 1092 5240, 5241, 5242, 5245 |                                                                   |
| 2  | Kecskemét, autóbusz-állomás                       | 22 | 1, 1D, 2D, 2S, 7, 7C, 12D, 15, 19, 21, 21D, 22, 22A, 25, 32 550, 551, 553, 555, 581, 616, 625 1080, 1081, 1085, 1090, 1092, 1348, 1362, 1376, 1499, 1524, 1528, 1529, 1547, 1566 4777, 5075, 5076, 5202, 5203, 5205, 5206, 5207, 5208, 5209, 5210, 5211, 5212, 5213, 5214, 5215, 5216, 5217, 5218, 5219, 5220, 5221, 5222, 5223, 5224, 5225, 5226, 5227, 5228, 5229, 5230, 5231, 5232, 5233, 5234, 5235, 5237, 5238, 5240, 5241, 5242, 5243, 5244, 5245, 5250, 5255, 5258, 5279, 5359, 5387, 5502 |                                                                   |
| 3  | Kecskemét, Aluljáró                               | 21 | 4, 4A, 4C, 12, 25 625 1081, 1085 4777, 5202, 5203, 5205, 5208, 5210, 5212, 5213, 5231, 5258 |                                                                   |
| 4  | Kecskemét, Repülőtér                              | 20 | 4, 4A, 4C 625 1081, 1085 4777, 5202, 5203, 5205, 5208, 5209, 5210, 5212, 5231, 5258 |                                                                   |
| 5  | Nyárlőrinc, bejárati út                           | 19 | 1085 4777, 5203, 5208, 5210, 5212 |                                                                   |
| 6  | Lakitelek, autóbusz-váróterem                     | 18 | 1085 4777, 5203, 5208, 5210, 5212, 5252, 5253 |                                                                   |
| 7  | Tiszaug, községháza                               | 17 | 1085 4777, 4783, 5208, 5209, 5210 |                                                                   |
| 8  | Tiszaug, Holt-Tisza                               | 16 | 1085 4777, 5208 |                                                                   |
| 9  | Tiszakürt, községháza                             | 15 | 1085 1518, 4602, 4621, 4777, 4781, 5208, 5211 |                                                                   |
| 10 | Cserkeszőlő, posta                                | 14 | 1515, 1518 4602, 4621, 4777, 5208, 5211 |                                                                   |
| 11 | Cserkeszőlő, autóbusz-váróterem                   | 13 | 1085, 1515, 1518 4602, 4621, 4777, 4781, 4785, 4786, 5208, 5211 |                                                                   |
| 12 | Kunszentmárton, autóbusz-állomás                  | 12 | 1085, 1515, 1518 4602, 4621, 4623, 4776, 4777, 4781, 4782, 4783, 4785, 4786, 4855, 5109, 5122, 5208, 5209 |                                                                   |
| 13 | Kunszentmárton, vasútállomás                      | 11 | 1085 4621, 4623, 4776, 4777, 4782, 4783, 4855, 5208, 5209 személyvonat |                                                                   |
| 14 | Öcsöd, autóbusz-váróterem                         | 10 | 1085 4623, 4776, 4782, 4855, 5208, 5209 |                                                                   |
| 15 | Békésszentandrás, autóbusz-váróterem              | 9  | 1085 4855, 4985, 5208, 5209 |                                                                   |
| 16 | Szarvas, főiskola                                 | 8  | 1085 4850, 4855, 4971, 4985, 5208 |                                                                   |
| 17 | Szarvas, autóbusz-állomás                         | 7  | 1085, 1375, 1432, 1516 4850, 4855, 4971, 4975, 4976, 4980, 4985, 4990, 5120, 5208, 5209 |                                                                   |
| 18 | Szarvas, vasútállomás bejárati út                 | 6  | 1085, 1432 4850, 4855, 4971, 4975, 4976, 4980, 4985, 4990, 5208 személyvonat |                                                                   |
| 19 | Szarvas, Vágóhíd utca                             | 5  | 4976, 4980, 4990 |                                                                   |
| 20 | Szarvas, III. körzeti tanyák                      | 4  | 4976, 4980, 4990 |                                                                   |
| 21 | Csabacsűd, Nagyráta                               | 3  | 4976, 4980, 4990 |                                                                   |
| 22 | Nagyszénás, autóbusz-váróterem                    | 2  | 4930, 4935, 4980, 4990, 5126 |                                                                   |
| 23 | Orosháza, Üveggyár lakótelep                      | 1  | 4930, 4935, 4980, 4990, 5126 személyvonat |                                                                   |
| 24 | Orosháza, autóbusz-állomás végállomás             | 0  | 2, 2A, 4, 4A, 6, 7, 7A 1092, 1374, 1441, 1486, 1499 4835, 4840, 4930, 4935, 4938, 4945, 4949, 4950, 4953, 4960, 4965, 4966, 4980, 4990, 5126, 5128, 5132, 5160, 5165 személyvonat |                                                                   |